# Klosterbräu Bamberg
Vous pouvez aider à l'améliorer ou bien discuter des problèmes sur sa page de discussion.
- Il ne s’appuie pas, ou pas assez, sur des sources secondaires ou tertiaires. (Marqué depuis août 2024)
- Il contient une ou plusieurs listes. Le texte gagnerait à être rédigé sous la forme d’un ou plusieurs paragraphes synthétiques, afin d’être plus agréable à lire. (Marqué depuis avril 2021)

- Archive Wikiwix
- Bing
- Cairn
- DuckDuckGo
- E. Universalis
- Gallica
- Google
- G. Books
- G. News
- G. Scholar
- Persée
- Qwant
- (zh) Baidu
- (ru) Yandex
- (wd) trouver des œuvres sur Wikidata

La Klosterbräu Bamberg est une brasserie à Bamberg.

## Histoire

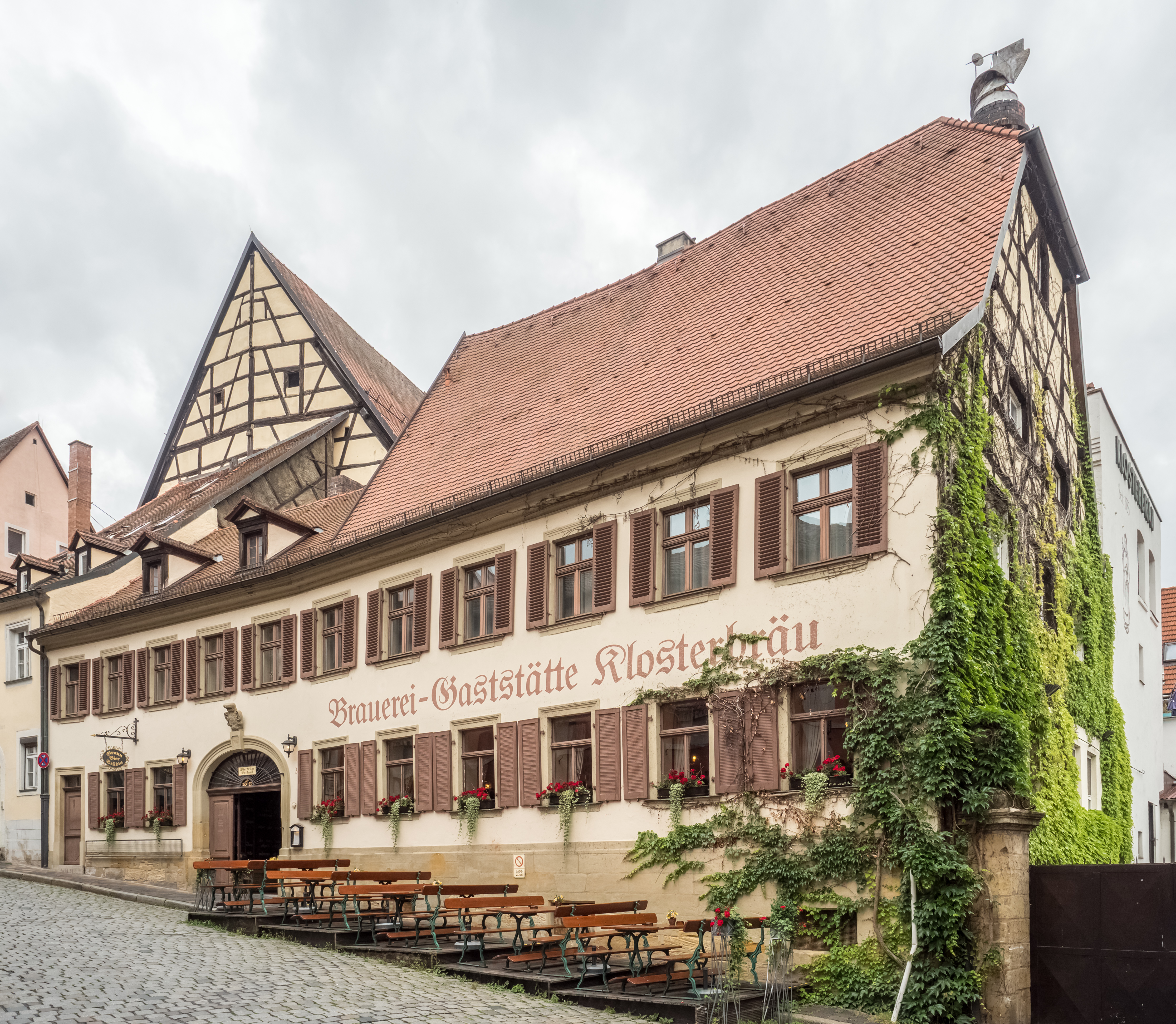
Restaurant-brasserie en Obere Mühlbrücke, siège traditionnel de l'entreprise.

La brasserie est l'héritière de la Fürstbischöfliches Braunes Bierhaus, à côté de l'abbaye franciscaine, sur la Regnitz. Cette dernière est fondée en 1533. Jusqu'en 1790, la Bierhaus appartient au prince-évêque de Bamberg.
En 1851, les bâtiments de la brasserie sont achetés par Peter Braun de Kitzingen. Elle est la propriété de la famille jusqu'en 2017. Elle la revend à la famille Wörner qui possède la Brauerei Kaiserdom et la Gasthausbrauerei Kronprinz.

## Production
- Schwärzla (4,9 % d'alcool)
- Gold-Pils (5 %)
- Braunbier (5,7 %)
- Weizenbier (4,9 %)
- Bock (7 %)
- Maibock (7 %)
- Schwärzla Bock (7 %)